# Zotalemimon legalovi
Zotalemimon legalovi es una especie de escarabajo longicornio del género Zotalemimon, tribu Desmiphorini, subfamilia Lamiinae. Fue descrita científicamente por Barševskis en 2021.
La especie se mantiene activa durante los meses de marzo, abril, mayo y junio.

## Descripción
Mide 8,6-12 milímetros de longitud.

## Distribución
Se distribuye por Filipinas.